# Jodocus Hondius
Jodocus Hondius (Wakken, 1563. október 17. – Amszterdam, 1612. február 12.), vagy másképpen idősebb Jodocus Hondius (neve eredetileg Josse de Hondt) flamand művész, rézkarcoló és térképész volt. Legismertebb munkái az amerikai kontinens és Európa térképe, ezen felül nagy szerepe volt elődjének, Gerardus Mercator munkáinak kiadásában és elkészítette az angol kalóz és felfedező, Francis Drake portréját is. Nagy szerepe volt abban, hogy a 17. század során Amszterdam városa volt az európai térképészet egyik legjelentősebb központja.

## Élete és munkássága
Hondius a flandriai Gent városában kezdte munkásságát. Kezdetben rézkarcokat és rézmetszeteket, illetve földgömböket és navigációs műszereket készített. 1584-ben Londonba költözött, mivel protestáns vallása miatt Flandriában üldözték.

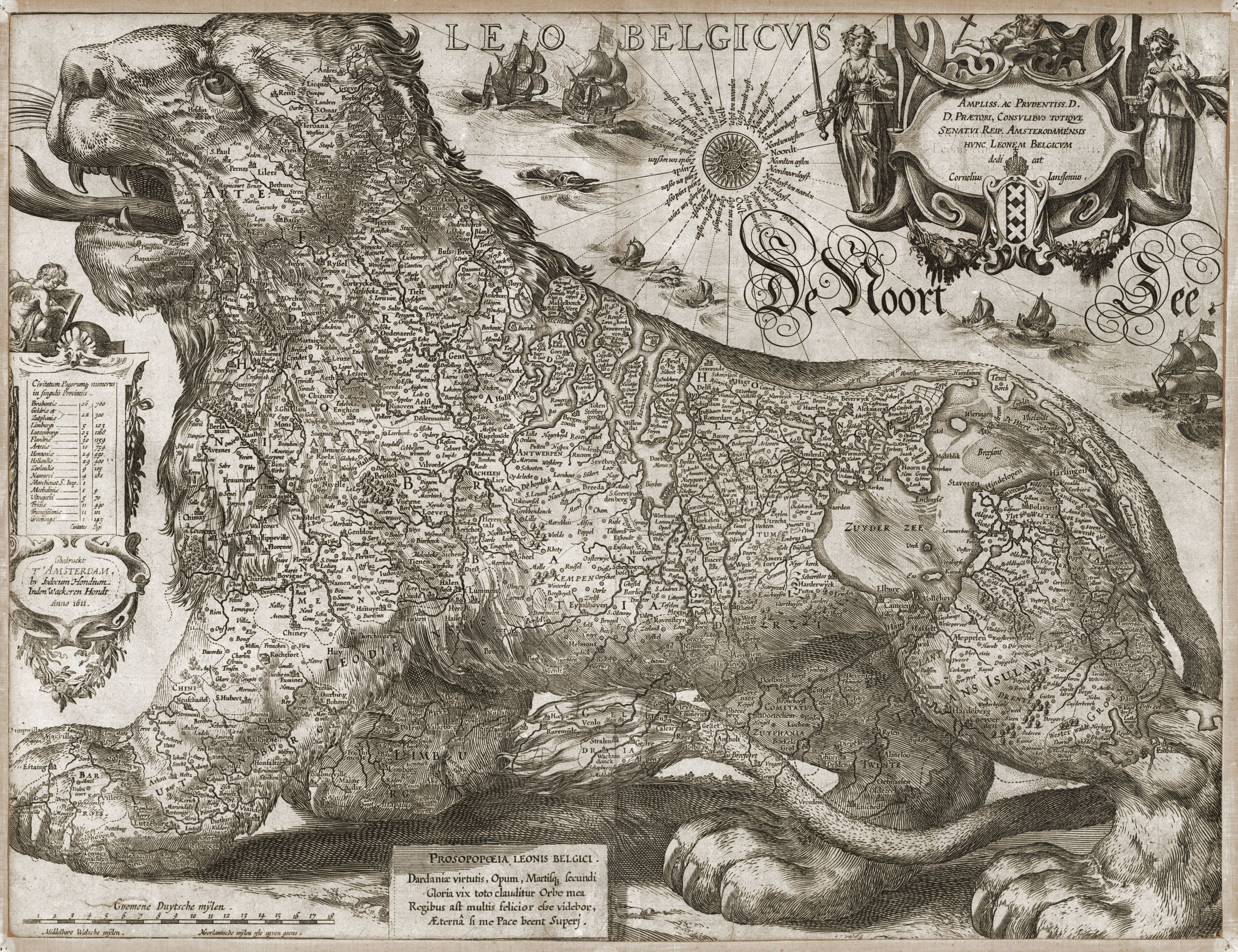
Leo Belgicus (1611)

Angliai tartózkodása során nagy szerepe volt abban, hogy kiadták Francis Drake írásait, aki az 1570-es években körbehajózta a földet. 1589-ben készítette el New Albion öblének és kikötőjének térképét, ahol Drake egy rövid életű telepet hozott létre Amerika nyugati partján. Mivel Hondius térképét Drake naplója és szemtanúk beszámolói alapján készítette el, ezért csak másodkézből származó információi voltak – a történészeknek a mai napig nem sikerült pontosan meghatározni New Albion helyét. Hondius emellett elkészítette Drake számos portréját, amelyek ma a londoni National Portrait Galleryben találhatóak.
1593-ban Amszterdamba költözött, és haláláig itt élt. 1604-ben Mercator unokájától megvásárolta Mercator atlaszának rézlemezeit. Mercator térképét akkoriban majdnem elfeledték, mivel mindenki a rivális Abraham Ortelius atlaszát, az 1570-ben kiadott Theatrum Orbis Terrarumot használta. Hondius kiadta Mercator térképét és az eredeti mellé még 36 további térképszelvényt csatolt, amelyek közül többet saját maga készített. Saját munkája ellenére is az atlaszt Mercator neve alatt jelentette meg és csak mint kiadó szerepelt. A Hondius kiadásában megjelent Mercator-atlasz nagy sikert aratott, az első kiadás alig egy év alatt elfogyott. Hondius később elkészítette a második kiadást, sőt, utána a zsebben hordozható Atlas Minort is. Az Atlas Minort később Katip Çelebi török tudós fordította le arabra.

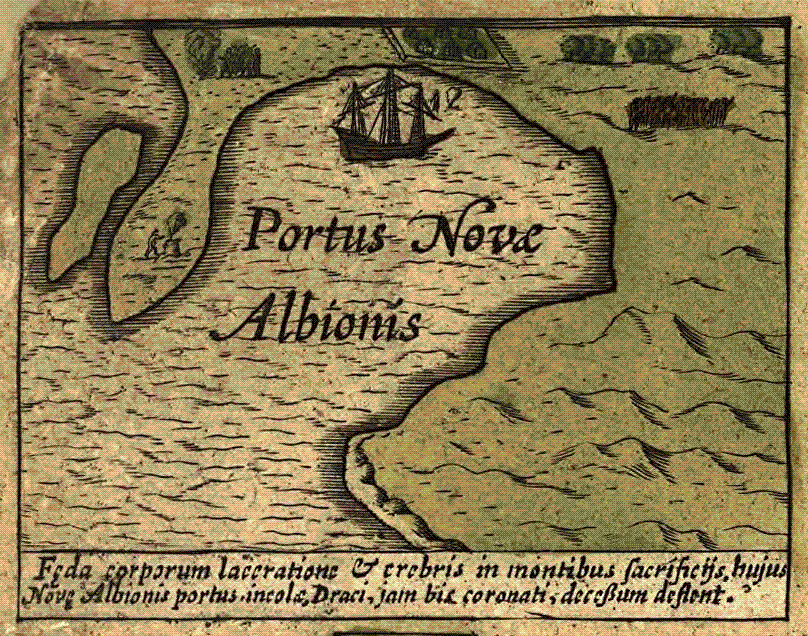
Hondius térképe New Albion kikötőjéről

1605 és 1610 között Hondiusnak John Speed adott megbízást, hogy elkészítse a réz nyomómintákat Speen atlaszához, a The Theatre of the Empire of Great Britaine-hoz.
1612-es halálát követően özvegye és két fia, Jodocus II és Henricus folytatta kiadói tevékenységét. Családja később Jan Janssonnal működött együtt, akit 1633-tól az atlasz kiadói között tartottak számon. Az első, latin nyelven megjelent 1606-os kiadás után a Hondius-féle Mercator-atlasz összes 50 kiadást ért meg a főbb európai nyelveken. A teljes sorozatot időnként "Mercator/Hondius/Jansson" atlaszként ismerik.
Hondius 1633 körül adta ki térképét Bermuda szigetéről, Mappa Aestivarum Insularum, alias Barmudas dictarum … címmel. 1609-ben az angol ‘Sea Venture’ hajó, Sir George Somers kapitánysága alatt, hajótörést szenvedett Bermuda partjainál. A túlélők a szigetet egymás között felosztották, Hondius térképe feltünteti a tulajdonosok nevét a térkép alján található listában. Nem sokkal a hajótörés után a sziget a Virginia Company tulajdonába került, ezért a térkép számos utalást tartalmaz erre a társaságra, mint például a sziget és a virginiai Roanoke Colony közötti távolság. A térképen található egy miniatűr áttekintőtérkép, amely Bermuda sziget és Virginia gyarmat egymáshoz viszonyított pozícióját mutatja be. Hondius térképe, amely az 1622-ben Richard Norwood által végrehajtott felmérés adatain és az 1627-ben John Speed által kiadott térképen alapul, korának egyik legpontosabb és legdekoratívabb térképe, amely napjainkra fennmaradt.

## Legfontosabb munkái
- Vera totius Expeditionis Nauticae 1595, amelyen a földet két féltekére osztva mutatta be.
- Caert-Thresoor 1598, zsebatlasz
- Nieuwe caerte van het wonderbaer ende goudrijcke landt Guiana 1599, Holland-Guyana térképe
- Atlas sive cosmographicae meditationes… 1606, Mercator atlaszának kiadása

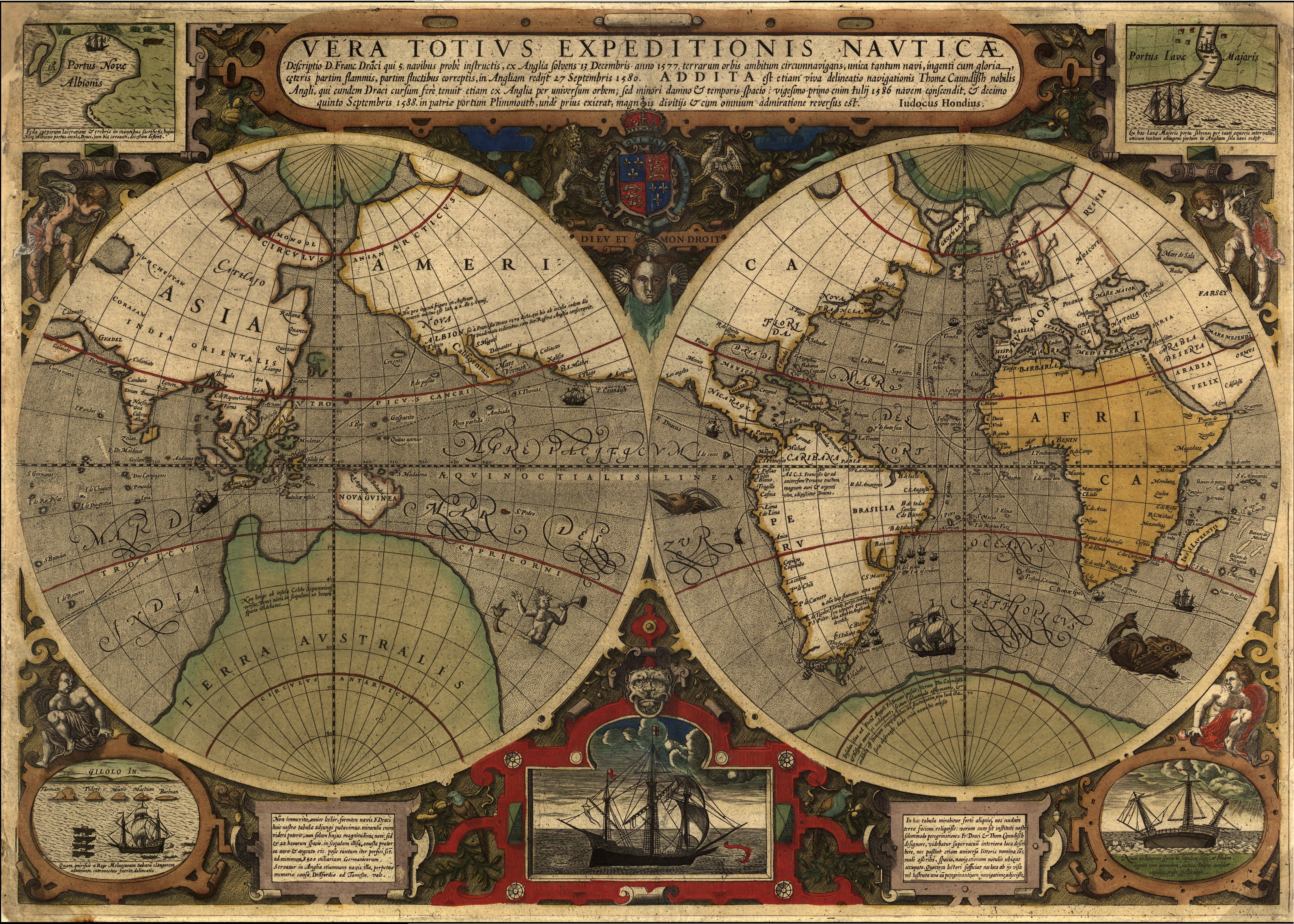
Vera Totius 1595
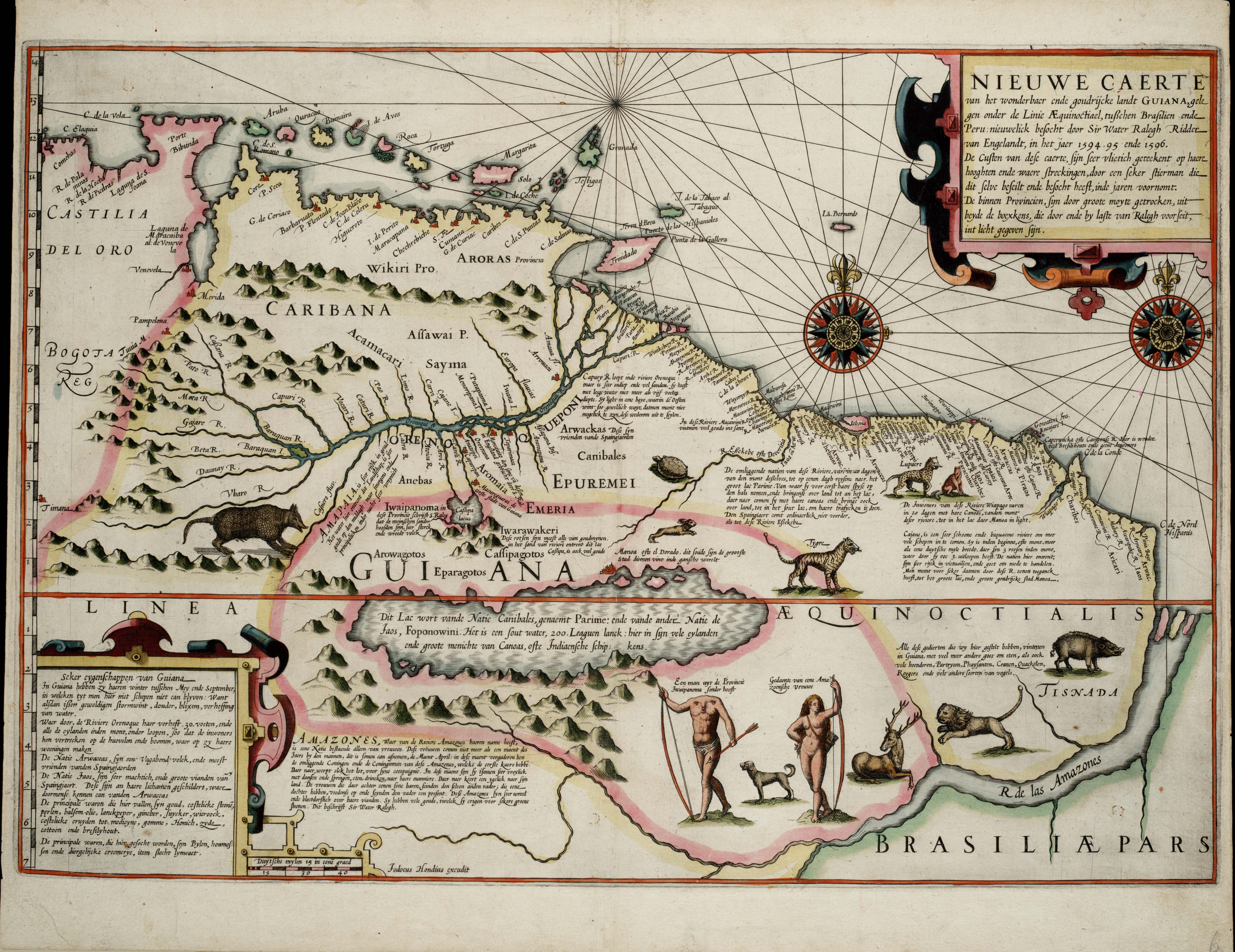
Wonderbaer ende Goudrijcke Landt Guiana 1598
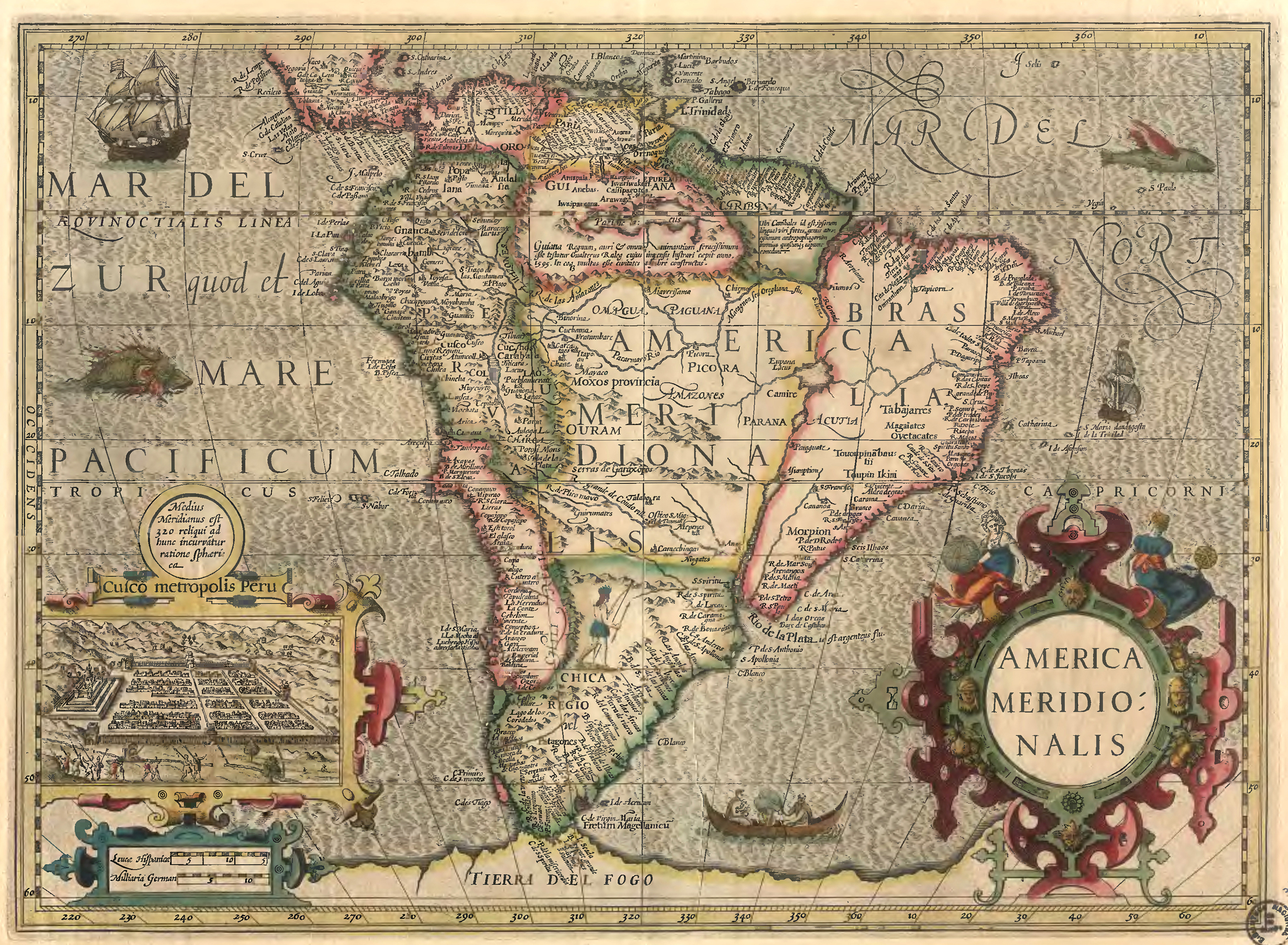
America Meridionalis 1606
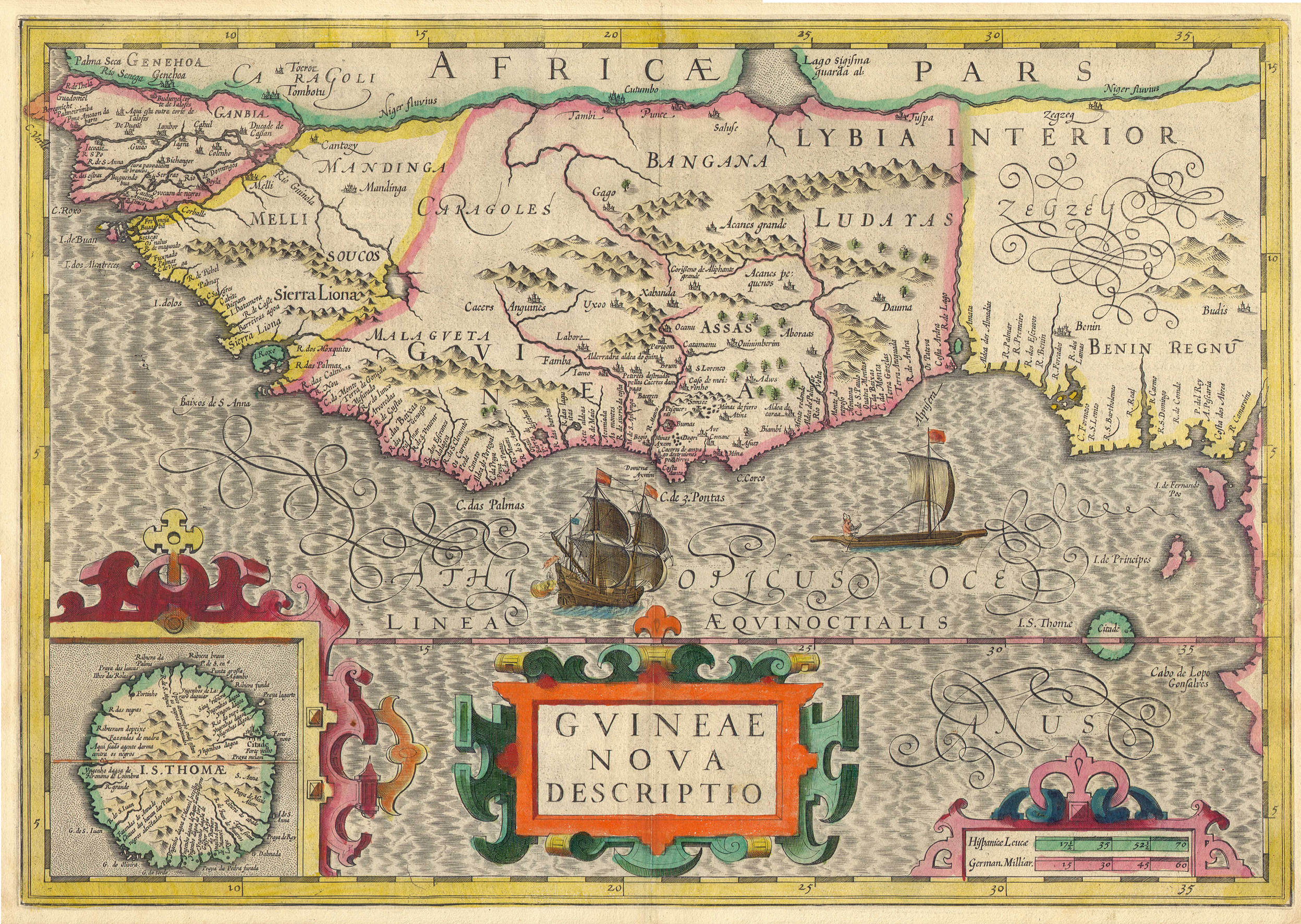
Guineae Nova Descriptio 1606

## Érdekesség
A The Sea Hawk című 1940-es kalózfilmben: Hét tenger ördöge Alec Craig játszotta Hondius karakterét, aki Panama térképét készítette el a kalózoknak.